# Famille Visconti
Cette page explique l’histoire ou répertorie les différents membres de la famille Visconti.
Pour les articles homonymes, voir Visconti.
La famille Visconti est une famille de la noblesse lombarde, du parti gibelin, et qui a régné sur la seigneurie puis le duché de Milan du bas Moyen Âge jusqu'au début de la Renaissance, plus exactement, de 1277 à 1447.

## Histoire
Les Visconti portèrent le titre de « seigneur » puis, à compter de 1395, en la personne de Jean Galéas, celui de « duc de Milan ». Dès son investiture par l'empereur du Saint-Empire romain germanique, Jean Galéas fait composer par des lettrés de sa cour une généalogie légendaire qui attribue à son lignage une origine troyenne. L'ancêtre de la dynastie serait Anglo, fils d'Enée, venu dans le nord de l'Italie pour y fonder la ville d'Angera. Cette reconstruction, caractéristique de l'époque, permet de conférer prestige et antiquité à la famille d'une noblesse assez récente. Elle permet aussi de faire oublier que Jean Galéas a acquis officiellement le fief d'Angera alors qu'il s'agissait d'une châtellenie archiépiscopale que les Visconti s'étaient approprié.
Au XIIe siècle, les Visconti sont les seigneurs de Massimo da Verbano, un petit village à proximité du lac Majeur et de simples vassaux de l'archevêque de Milan.
À la mort du dernier duc, Philippe Marie, en 1447, la République ambrosienne fut instaurée dans la cité pour une période de moins de trois années.
Cependant, la succession viscontienne à Milan fut assurée par Blanche Marie, fille de Philippe Marie qui épousa François Sforza, le condottiere qui reprendra le flambeau du duché en 1450.
Les derniers descendants célèbres de la famille sont les metteurs en scène italiens Luchino et Eriprando Visconti.
Les principales alliances de la famille Visconti sont : Orléans (vers 1380), Sforza (vers 1450), Bavière-Ingolstadt (1364), de la Salle, Favaro

### Armoiries et blason

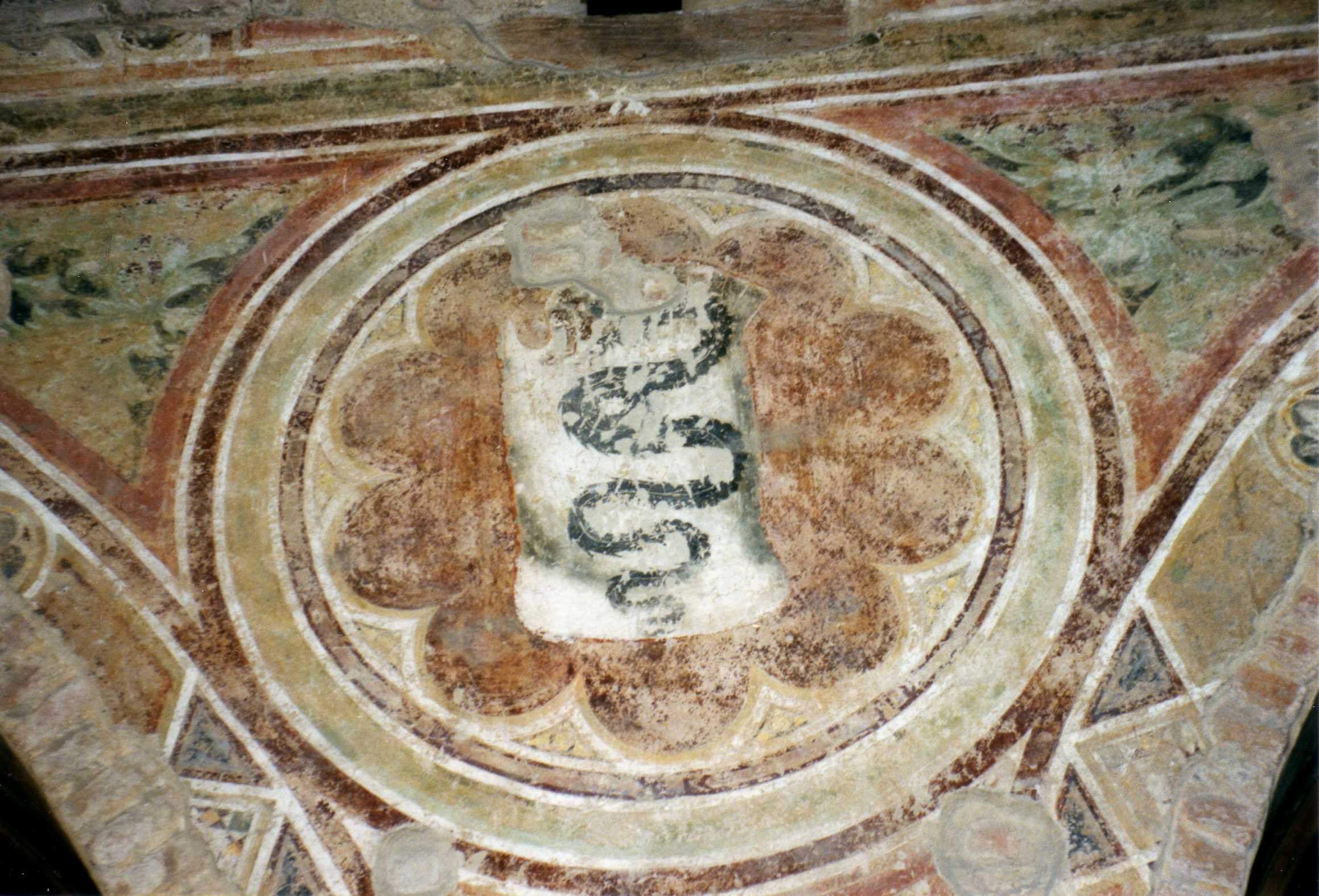
La guivre des Visconti.

Leurs armoiries figurent une guivre, créature fantastique qui désigne en héraldique un serpent dressé et ondoyant, halissante ou issante (c'est-à-dire dévorant un enfant). Ces armes proviennent très probablement d'un jeu de mots entre l'ancien fief des Visconti, Anghiera, et le mot latin anguis (serpent).
Comme les armoiries parlantes étaient considérées, en Italie, comme manquant de noblesse, plusieurs légendes apparurent à leur sujet : 
- évocation d'un Uberto Visconti tuant un dragon,
- un amiral des Sarrasins, tué lors du siège de Jérusalem (1099) par Othon Visconti, qui prit en signe de trophée le casque de cet amiral, sur lequel était représenté un serpent dévorant un enfant [2],
- un serpent tombé dans le casque d'Azzo Visconti, etc.

Une autre possibilité est l'utilisation par les premiers Visconti d'une intaille antique représentant la mort d'Opheltès en guise de contre-sceau. Les armoiries stylisées de la famille Visconti apparaissent notamment au côté de celles de la ville de Milan (croix rouge sur fond blanc) dans le logotype de la marque automobile Alfa Romeo, mais le serpent y est vert.

## «Urbanisme d'intimidation» des Visconti
L'historien Patrick Boucheron a qualifié d'« urbanisme d'intimidation », une des dimensions du mécénat des Visconti qui se caractérise par la volonté du prince d'accroitre son emprise sur la ville et d'y exercer un contrôle ferme et sévère. Elle se matérialise par la construction du château de la Porta Giovia, de ceux des portes Romana et Nuova, ainsi que des citadelles des portes Ticinese et Vercellina et des palais fortifiés de San Giovanni in Conca et de San Giorgio al Palazzo. Tous ces monuments concrétisent l'emprise du seigneur sur sa ville et les Milanais les perçurent comme des symboles de la tyrannie. Ils sont construits près de la muraille de la ville pour plus de sûreté, comme Alberti le conseillait aux princes dans son De re aedificatoria. En 1404, la commune parvint à imposer à Jean Marie Visconti la destruction de la citadelle de la Porta Vercellina, et la première décision de la République ambrosienne fut de détruire le château de Porta Giova et la citadelle de Porta Romana. Les Visconti firent construire des citadelles dans toutes les villes soumises de leur duché pour affirmer leur présence.

## Généalogie

Carte de l'Italie du Nord en 1402.
Archiduché d'Autriche
Comté de Gorizia
Comté de Nice
Comté de Provence
Comté de Savoie
Diocèse de Coire
Diocèse de Trente
Duché de Milan
États pontificaux
Marquisat de Ferrare
Marquisat de Malaspina
Marquisat de Mantoue
Marquisat de Monferrat
Marquisat de Saluces
Patriarcat d'Aquilée
République de Florence
République de Gênes
République de Venise
Royaume de France
Royaume de Naples
Royaume de Sicile
Signoria de Ravenne
Signoria de Rimini
Signoria d'Urbino
Valais
Autres États

Les personnes dont le nom est marqué en gras ont été seigneurs de Milan, sous différents titres.
1. Hubert Visconti
  1. Otton (Ottone), (1207-1295), archevêque de Milan en 1262 ; il prit le pouvoir en 1277.
  2. Obizzo
    1. Théobald (Teobaldo) († 1276)
      1. Mathieu Ier (Matteo), (1250-1322), seigneur de Milan de 1291 à 1302 et de 1317 à 1322, vicaire impérial de Lombardie en 1294
        1. Galéas Ier (Galeazzo), né en 1277, mort à Pescia en 1328, seigneur de Milan, Mathieu Ier, qui lui céda le pouvoir en 1320. L'empereur Louis IV de Bavière le fit emprisonner en 1327.
          1. Azzon (Azzone), né à Ferrare en 1302, mort en 1339 ; seigneur général de Milan de 1330 à 1339, dont il agrandit les possessions (Bergame, Plaisance, Brescia). Il obtient, en 1329, auprès de l'empereur le titre de vicaire impérial pour Milan.

        2. Luchino, né en 1292, mort en 1349, seigneur de Milan de 1339 à 1349. Il acquit Parme, Locarno et Alexandrie.
        3. Jean (Giovanni), né en 1290, mort en 1354, seigneur de Milan ; il annexa Bologne et fut protecteur de Pétrarque. Ses trois neveux se partagèrent l'État.
        4. Étienne (Stephano)
          1. Mathieu II (Matteo II), né vers 1319, mort en 1355 ; il fut assassiné par ses frères.
          2. Galéas II (Galeazzo II), né vers 1320, mort à Pavie en 1378.
            1. Jean Galéas (Gian Galeazzo), né en 1351, mort à Melegnano en 1402, succéda à Barnabé et étendit le Milanais jusqu'à Vicence, Vérone, Padoue et Bologne, se faisant nommer duc de Milan en 1395 et de Lombardie en 1397.
              1. Valentine, née en 1368, morte en 1408, comtesse de Vertus, épouse de Louis d'Orléans.
              2. Jean Marie (Giovanni Maria), né en 1389, mort en 1412, il partagea le duché avec son frère Philippe Marie.
              3. Philippe Marie (Filippo Maria), né en 1392, mort en 1447, successeur de Jean Galéas avec son frère Jean Marie. Il laissa le duché à sa fille naturelle Blanche Marie
                1. Blanche Marie (Bianca Maria), née en 1424, morte en 1468, épouse de François Sforza.

          3. Barnabé (Bernabò), né en 1323, mort en 1385, neveu de Jean ; il fut sans doute empoisonné par son neveu, Jean Galéas
            1. Carlo (1359-1403) qui est seigneur de Parme et épouse, en 1382, Béatrix, fille de Jean II d'Armagnac, comte d'Armagnac et de Jeanne de Périgord
            2. Valentine, née en 1361, morte en 1393, épouse de Pierre II, roi de Chypre
            3. Taddea (ca 1351-1381) qui épousa, en 1364, Étienne III, duc de Bavière-Ingolstadt, et qui fut la mère d'Isabeau de Bavière, reine de France
            4. Riccarda, qui épousa Bernardon de la Salle, un chef routier et seigneur français.

    2. Hubert (Umberto) il Pico († 1315), ancêtre de la lignée des Visconti di Modrone, à laquelle appartient Luchino Visconti.

### Galerie de portraits

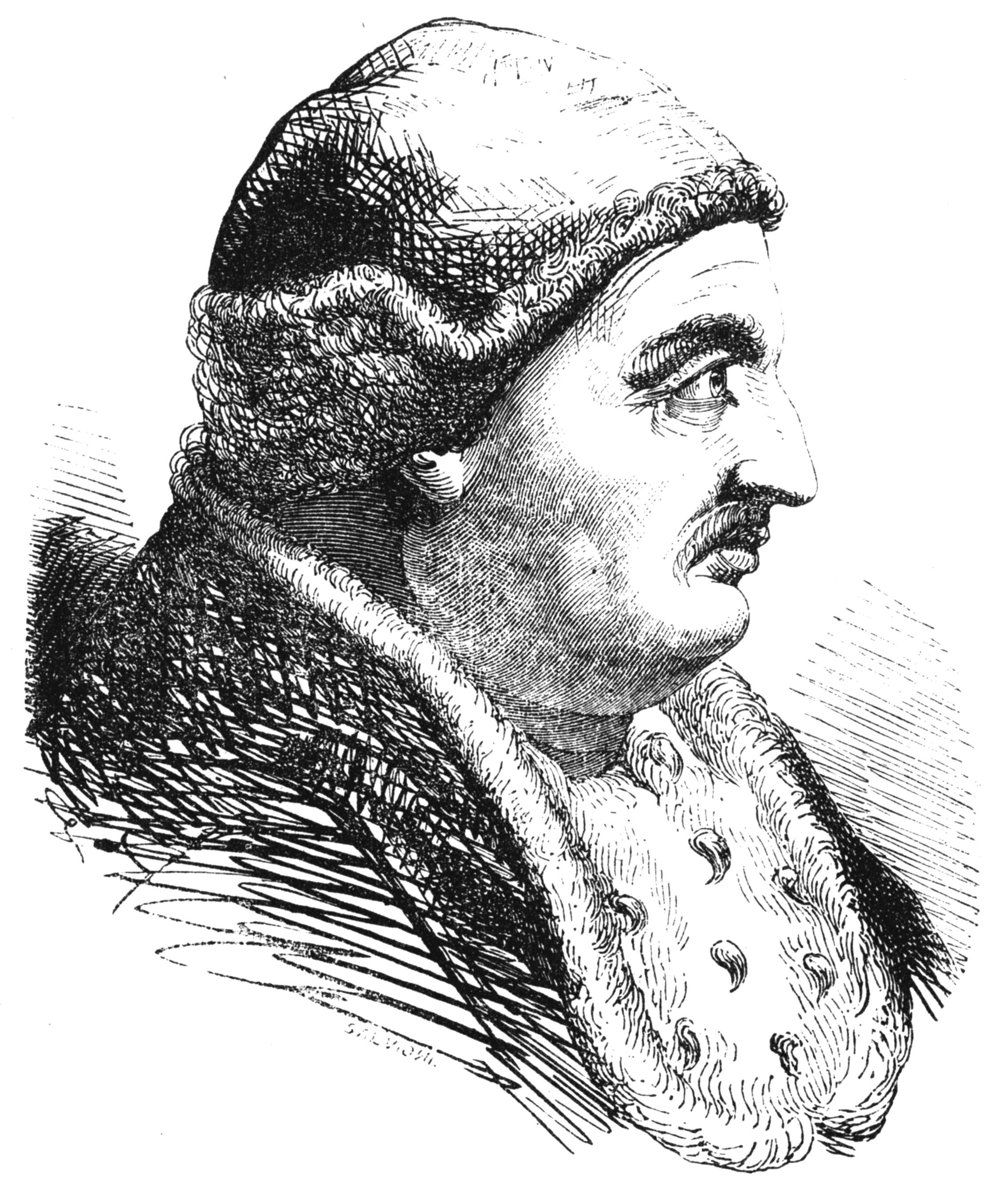
Otton
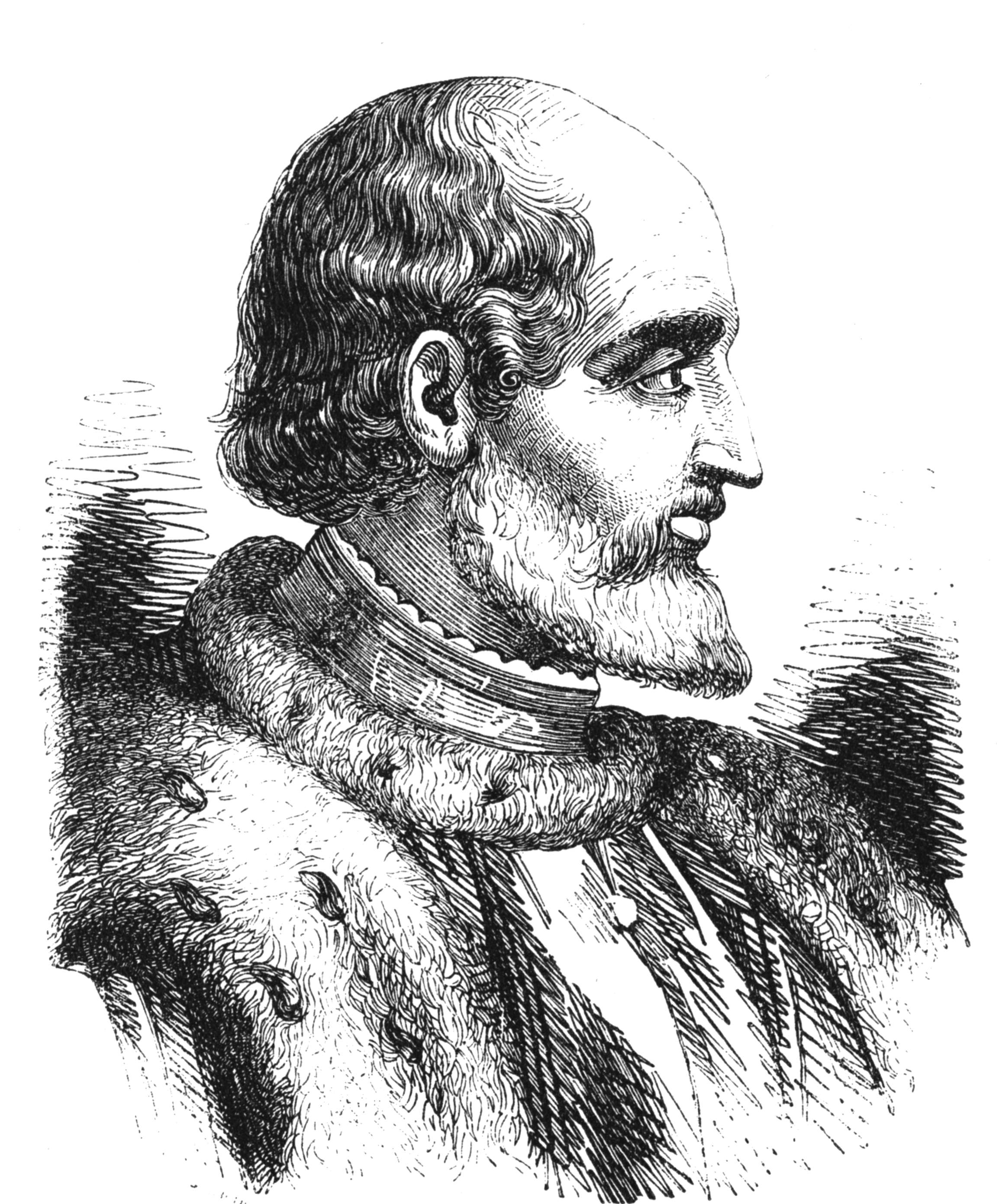
Mathieu Ier
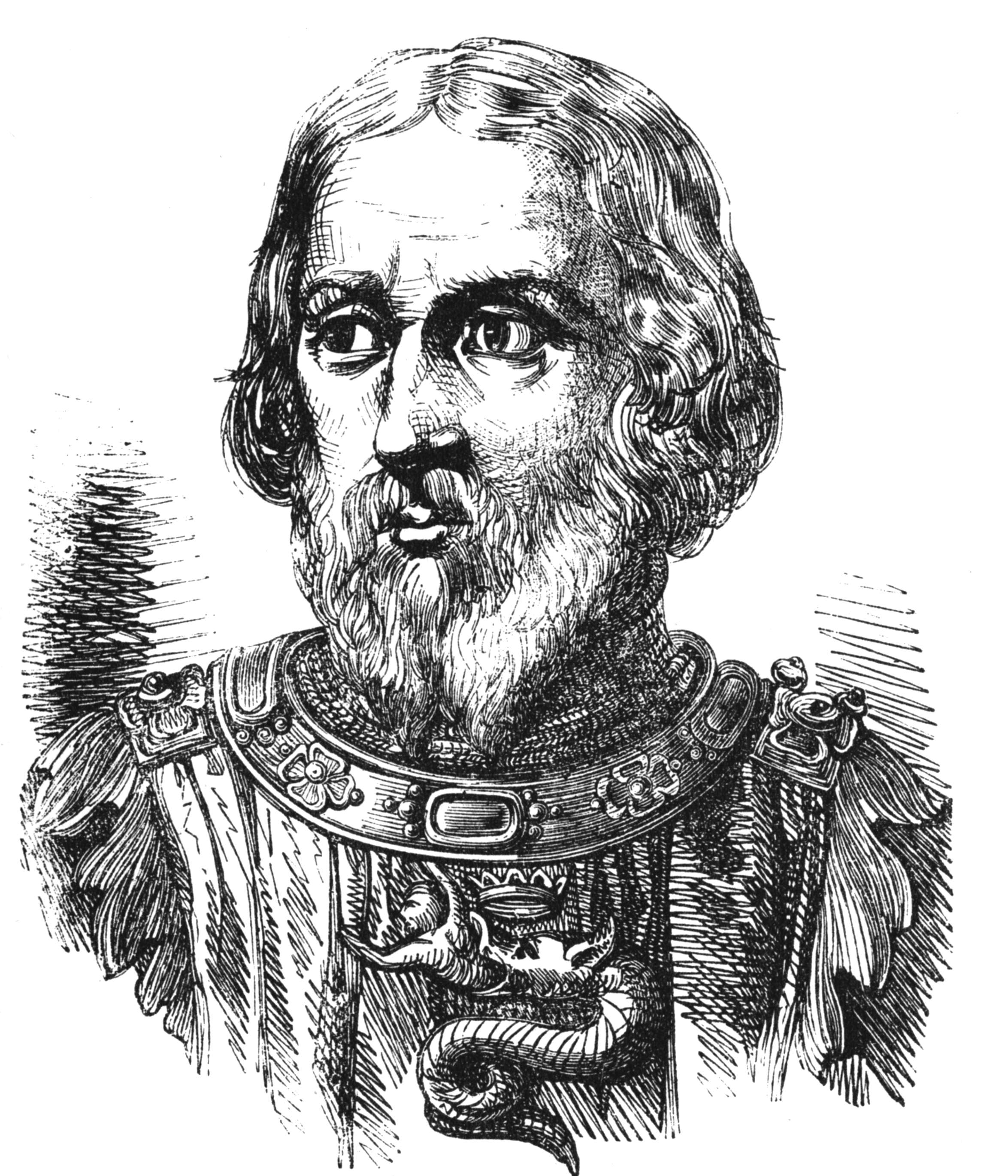
Galéas Ier
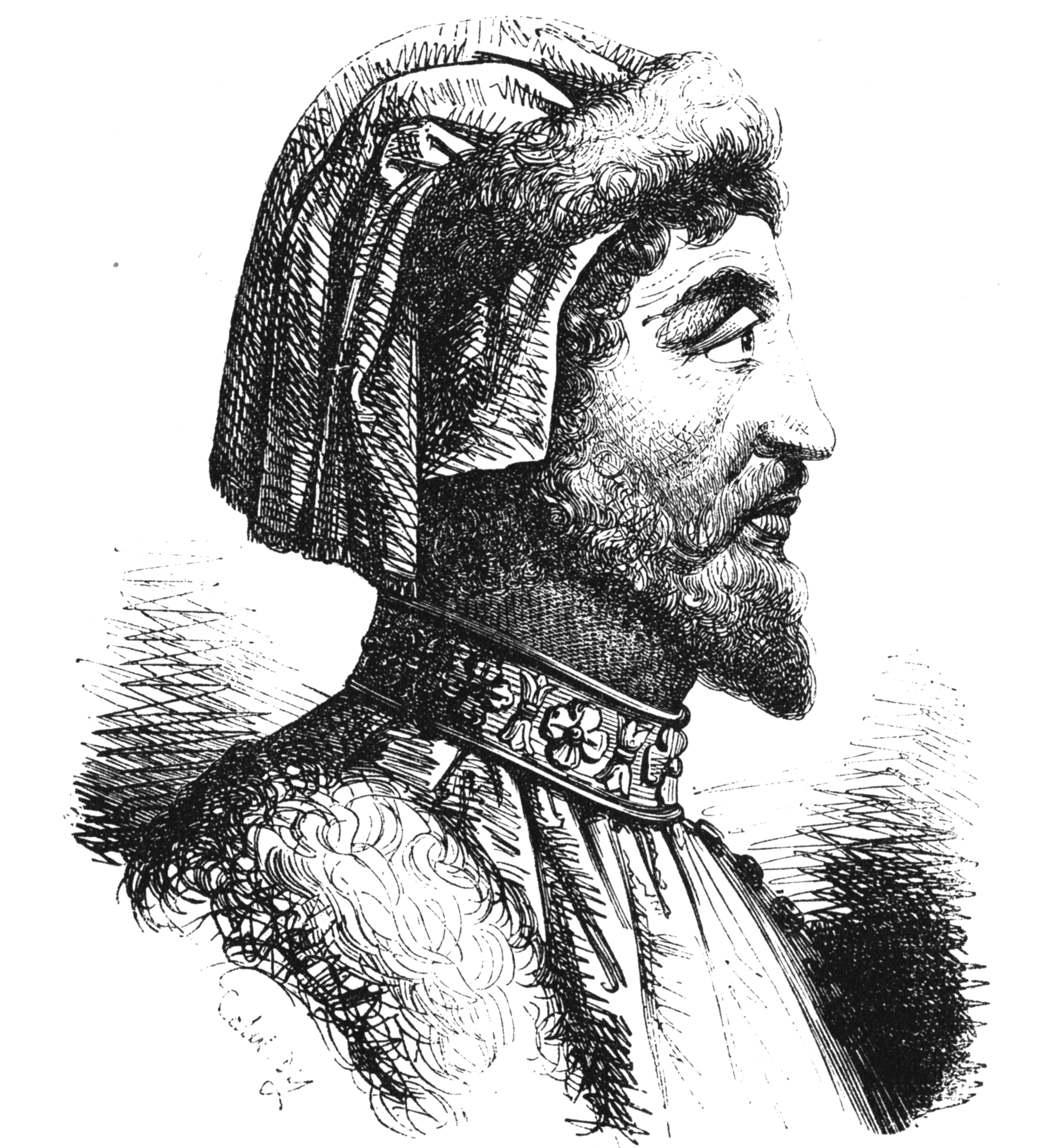
Azzon
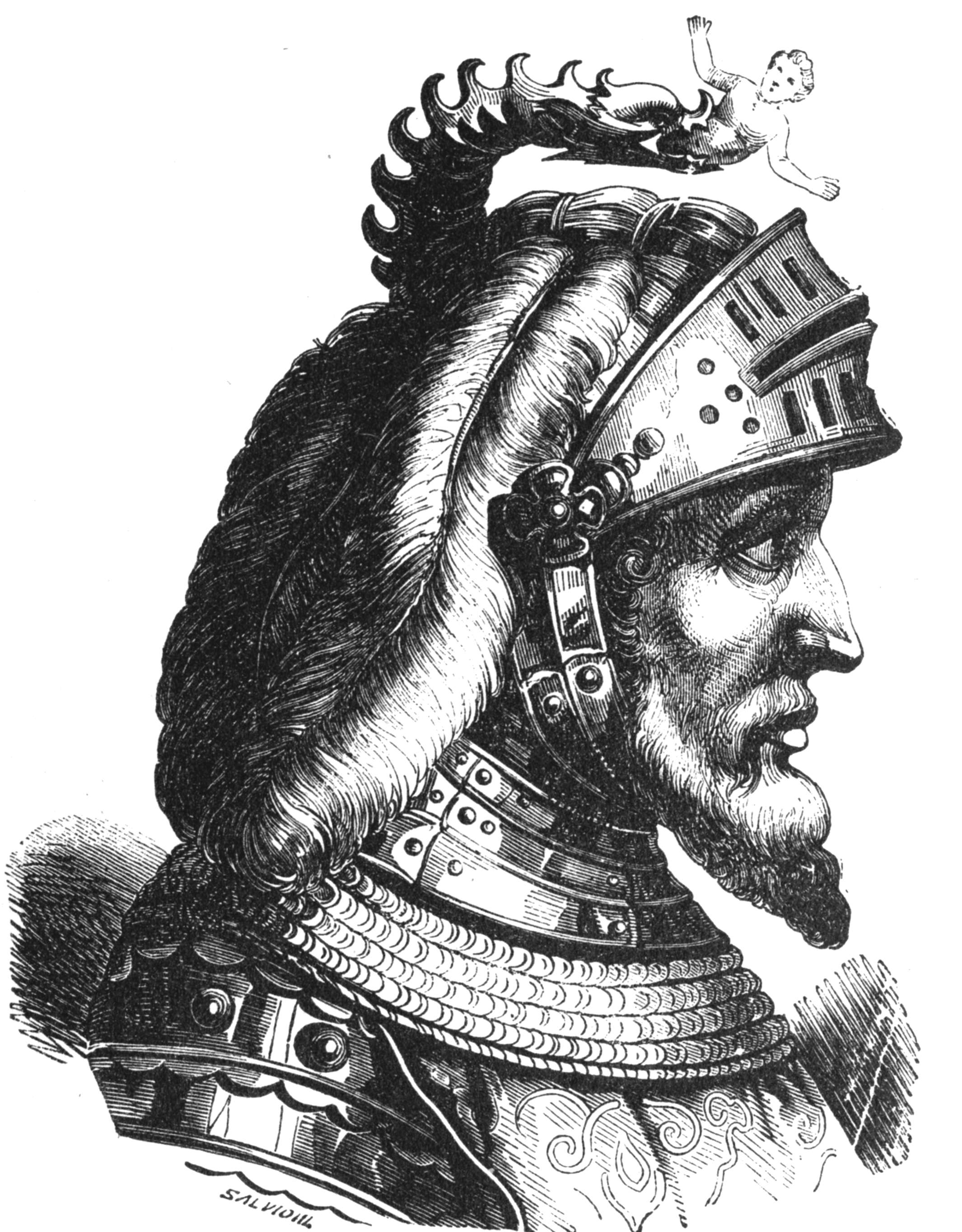
Luchino
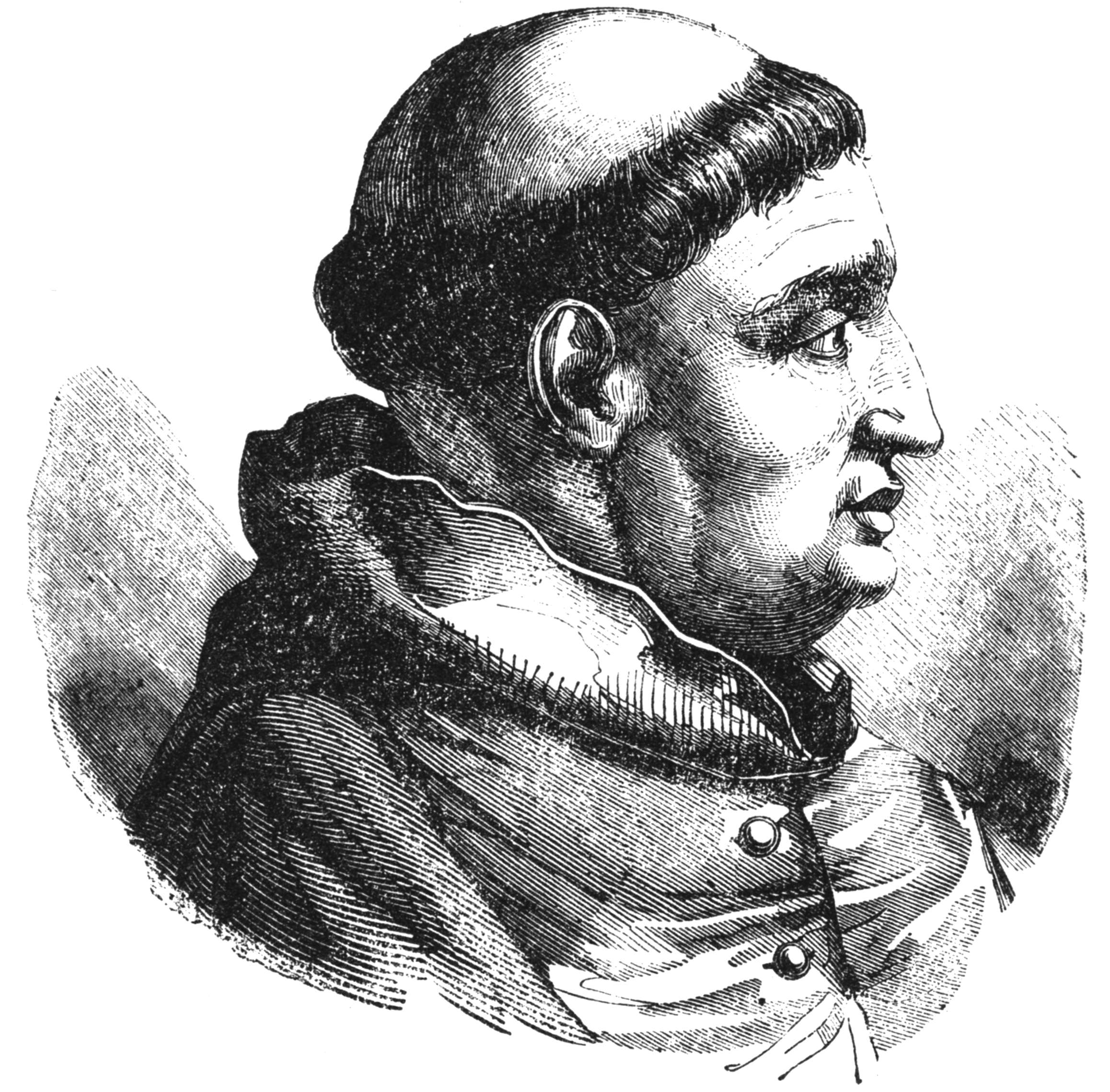
Jean
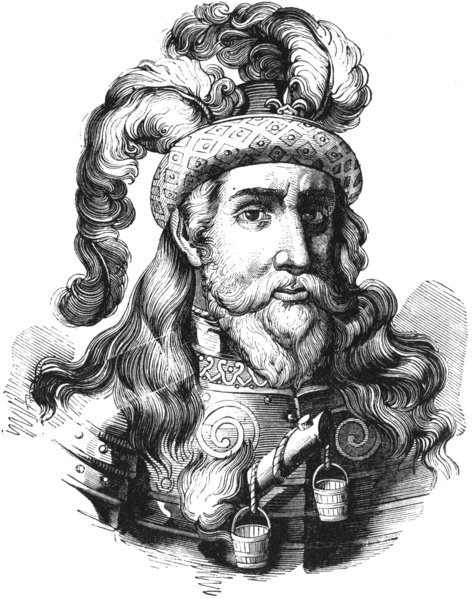
Galéas II
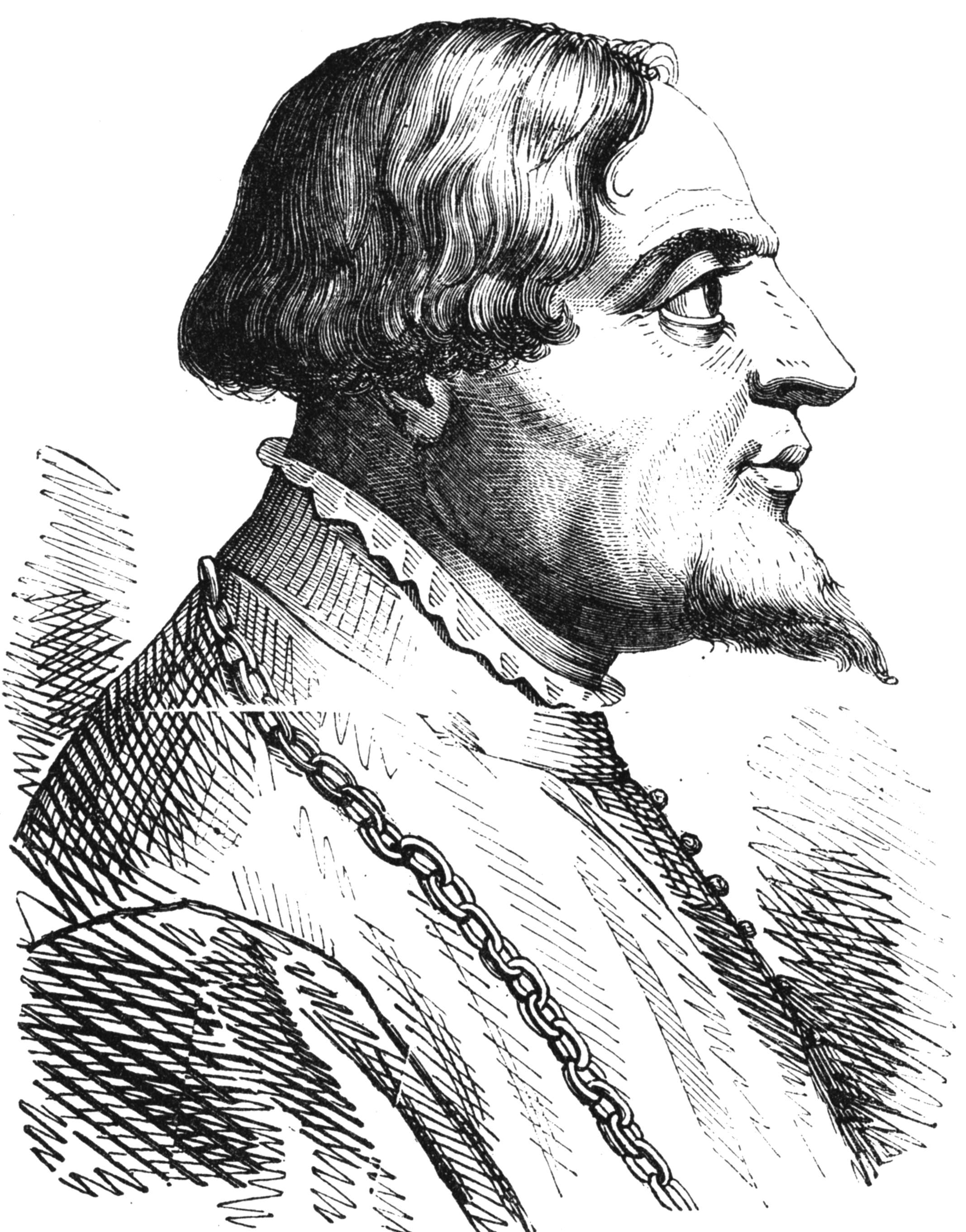
Jean Galéas
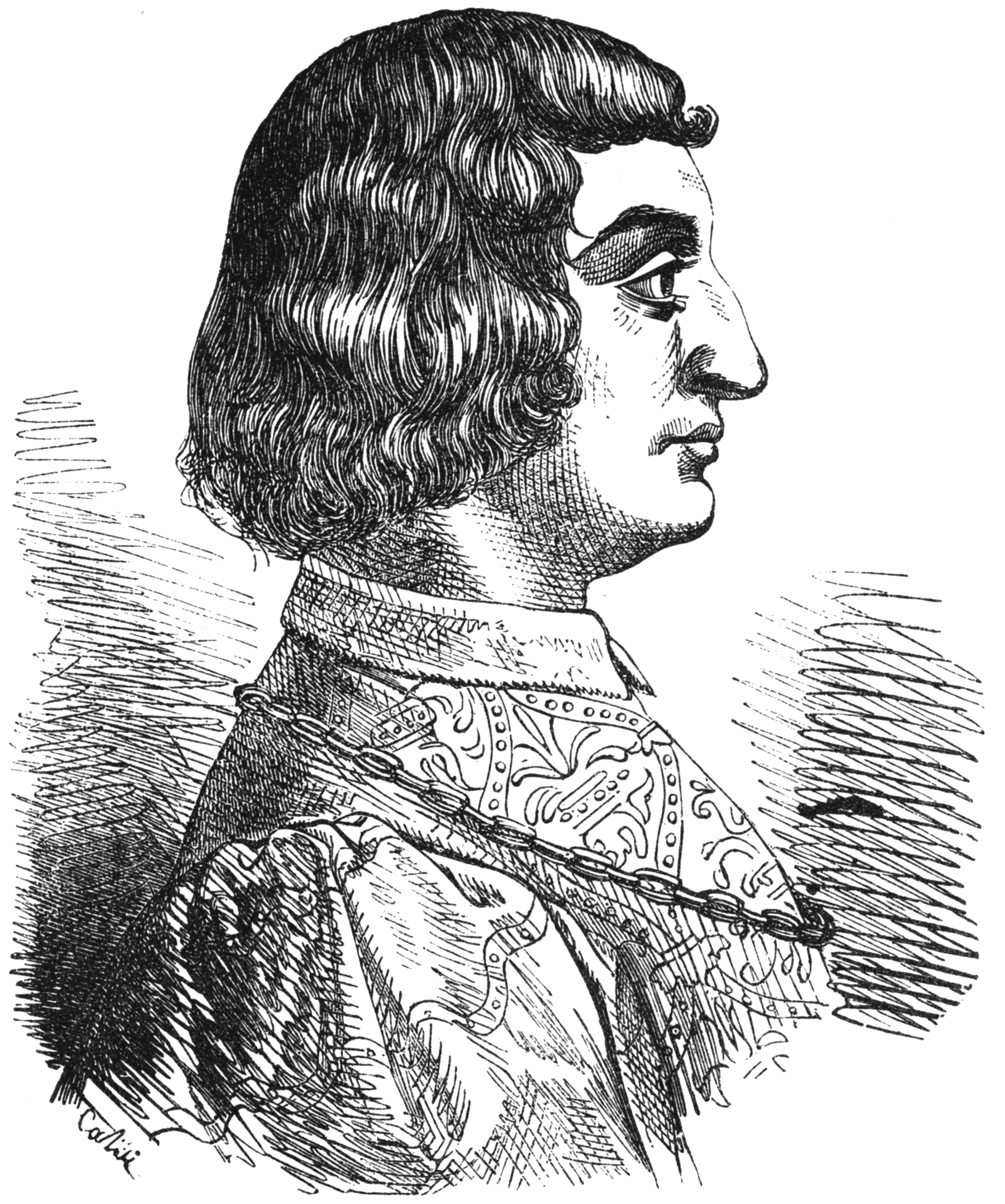
Jean Marie
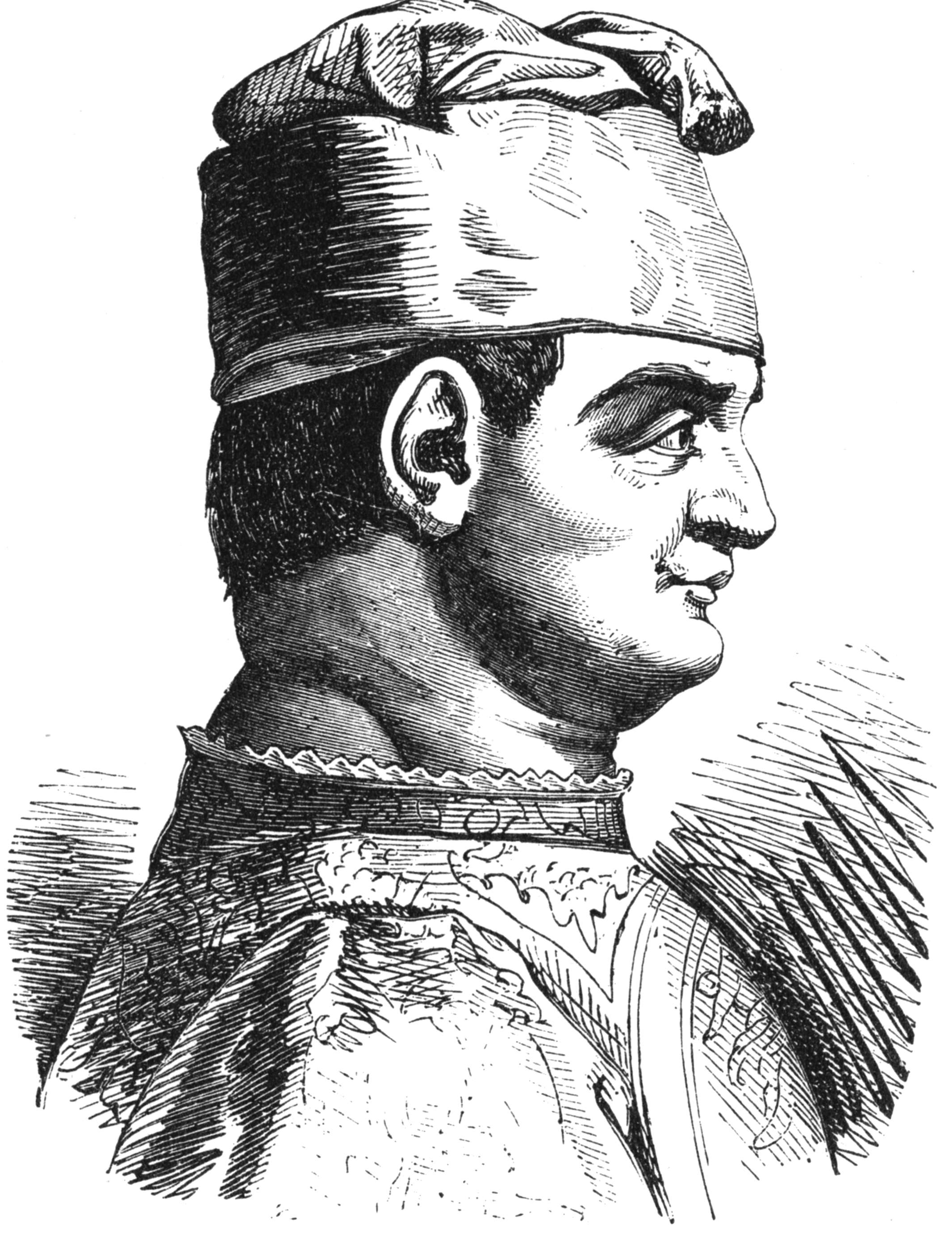
Philippe Marie
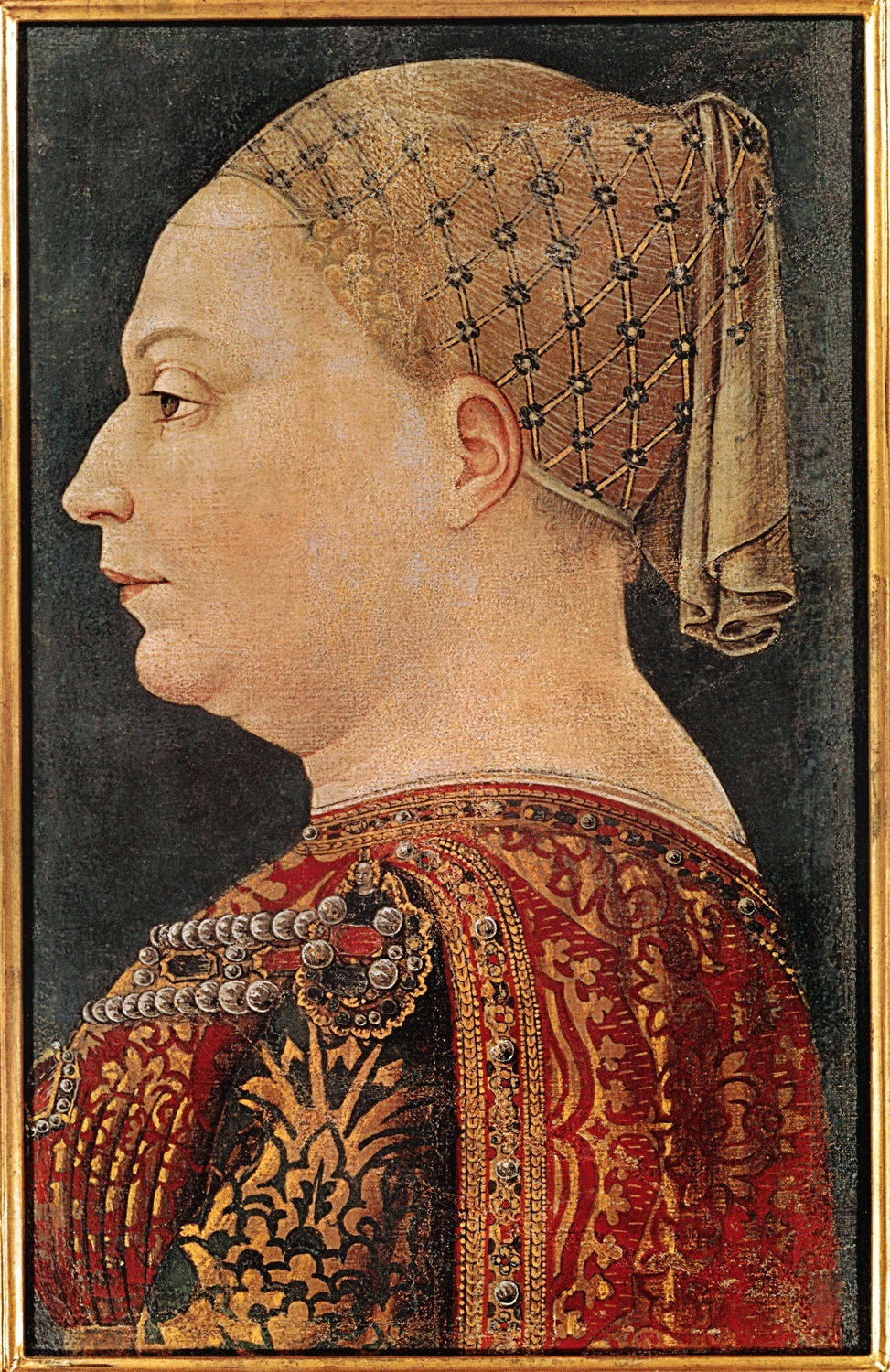
Blanche Marie